# Dâmbovicioara (flod)
Dâmbovicioara er en venstre biflod til floden Dâmbovița i Rumænien.[1][2] Dens udspring er i Piatra Craiului-bjergene. Den løber ud i Dâmbovița i Podu Dâmboviței. Den er 13 km lang og har et afvandingsareal på 47 km2 [2] Opstrøms fra dens sammenløb med Valea cu Apă kaldes den også for Valea Seacă a Pietrelor, og mellem sammenløbene med Valea cu Apă og Valea Muierii kaldes den også Brusturet.

## Bifloder
Følgende floder er bifloder til floden Dâmbovicioara (fra kilden til mundingen):
- Til venstre: Padina Dâncioarei
- Til højre: Vâlcelul Găinii, Cheia de sub Grind, Valea Căpățânelor, Valea Lespezilor, Valea lui Stinghie, Valea cu Apă, Valea Muierii, Valea Peșterii, Valea Popii